# 陳駿季
陳駿季（1958年5月11日—），中華民國農學家、公務人員，現任農業部部長。國立中興大學畢業後即進入行政院農業委員會（今農業部）基層研究人員，擁有植物種苗2項發明專利與10項新型專利。

## 生平
2019年3月，陳駿季獲時任農委會主委陳吉仲邀請擔任農委會政務副主委。2023年9月，因陳吉仲請辭獲准而代理部長。並在2024年5月20日卓榮泰內閣真除為農業部部長。

## 軼聞
陳駿季在接受採訪時曾表示他最喜歡吃的水果是「黑糖芭比」品種的蓮霧，因為這種蓮霧是他在任農業試驗所所長時命名的。

## 榮譽
- 第31屆全國十大傑出農業專家[6]
- 第26屆國立中興大學傑出校友[7]